# カンガルーのボクシング試合
『カンガルーのボクシング試合』（カンガルーのボクシングしあい、ドイツ語: Das Boxende Känguruh、英語: Boxing Kangaroo）は、1895年に制作されたドイツの短編白黒サイレント映画のドキュメンタリーで、マックス・スクラダノフスキーが監督、制作し、サーカス・ブッシュの白い背景の前でカンガルーと人間の男性がボクシングをする様子を捉えたものである。この作品は、1895年11月1日にドイツで最初の映画上映の際に初公開されたもので、35ミリフィルムで18フィートの長さがあった。
WildFilmHistory によれば、「この画期的な制作品」は「大きな成功」を収め、「科学的な動作の研究としてではなく娯楽として意図されていたにもかかわらず」、「動物の動きをかつて見たことがなかったように明らかにし」、「後の映画が野生動物や自然史を取り上げることへの可能性を開いた」という。